# Primula beringensis
Primula beringensis là một loài thực vật có hoa trong họ Anh thảo. Loài này được (A.E. Porsild) Jurtzev miêu tả khoa học đầu tiên năm 1975.